# Juan Muñiz Zapico
Juan Muñiz Zapico, conocido como Juanín (La Frecha, Lena (Asturias), 25 de abril de 1941 –  Reguera, Pola de Lena, 2 de enero de 1977) fue un sindicalista y político español, dirigente de Comisiones Obreras (CCOO) y del Partido Comunista de España (PCE).

## Trayectoria
Obrero metalúrgico, comenzó a trabajar en los talleres de Aguínaco de Mieres, siendo elegido Enlace Sindical y Jurado de Empresa en 1963, siguiendo la táctica de CCOO de infiltrarse en las estructuras del Sindicato Vertical de la dictadura franquista. Ingresó en CCOO y en el PCE en 1964, participando en 1966 en la toma de la Casa Sindical de Mieres y en la Asamblea de 460 Jurados de Empresa.
Participó en la jornada de lucha del 1 de febrero de 1967 y en la del 27 de octubre del mismo año, firmando el manifiesto de la misma y siendo acusado junto a sus compañeros de asociación ilícita y propaganda ilegal. Cumplió condena de dos años de prisión en las cárceles de Oviedo, Jaén y Segovia.
En 1970 fue elegido miembro del Comité Regional de Asturias del PCE. Trasladó su residencia a Gijón, donde se destacó por su actividad sindical, lo que le implicó despidos y persecuciones por parte de la policía y la patronal. Fue de nuevo detenido el 24 de junio de 1972 en el Convento de los Padres Oblatos de Pozuelo de Alarcón (Madrid), al iniciarse el Proceso 1001 contra la dirección de CCOO, en el que fue condenado por el Tribunal de Orden Público a 18 años de prisión el 20 de diciembre de 1973. Tras la muerte del dictador Francisco Franco fue indultado, el 30 de noviembre de 1975. El recibimiento dado en Asturias a su regreso es contestado en Mieres y Gijón el 4 de diciembre con una dura represión policial.
En la histórica Asamblea de Barcelona de 1976 fue elegido miembro del Secretariado General de CCOO, realizando en la misma la ponencia sobre Reforzamiento Orgánico de Comisiones Obreras. En julio de ese año fue elegido miembro del Comité Central del PCE, participando en su reunión de Roma. Asimismo jugó un importante papel en la Junta Democrática y posteriormente en Coordinación Democrática (conocida como la Platajunta) en Asturias.
A lo largo de su intenso activismo sufrió 7 años de cárcel, 5 despidos, 4 multas gubernativas y 2 condenas del TOP, y realizó 4 huelgas de hambre. Reconocido protagonista de la Transición española, falleció el 2 de enero de 1977 en un accidente de tráfico cerca de su localidad natal. Su entierro en el cementerio de la Frecha, el 4 de enero de 1977, fue una de las mayores manifestaciones públicas de la Transición en Asturias con 20.000 participantes. 

## Reconocimientos
En 1990, el sindicato CC.OO. de Asturias bautizó a su fundación cultural como Fundación Juan Muñiz Zapico en su honor. En 1998, una calle de la localidad asturiana de Gijón recibió el nombre de Juan Muñiz Zapico en su honor. Al año siguiente, se colocó una placa con datos biográficos durante un acto con presencia de su familia así como de los políticos Vicente Álvarez Areces y Paz Fernández Felgueroso.
CCOO tiene en Madrid la Escuela Sindical Juan Muñiz Zapico en el barrio de San Blas-Canillejas.